# Храм Архистратига Михаила (Ла-ан-дер-Тайя)
Храм Архистратига Михаила — православный храм в городе Ла-ан-дер-Тайя в Австрии, построенный в память о советских солдатах, павших в Великой Отечественной войне. Принадлежит Венской и Австрийской епархии Русской православной церкви.

## Строительство
Храм построен по инициативе и на средства Олега Дерипаски, дед которого покоится в прилегающем воинском захоронении (Тимофей Романович Дерепаско, гвардии младший лейтенант в апреле 1945 года погиб в сражении под Ла-ан-дер-Тайя в возрасте 27 лет). На русском кладбище находятся могилы около 500 советских солдат, погибших в 1945 году при освобождении Австрии от немецких войск.
Фундаментом храма служат восьмиметровые сваи. Все элементы сооружения изготавливали в России 72 мастера. На 1700 поддонах составные части были доставлены в Австрию, после этого 10 каменщиков собрали их на месте. Муниципалитет отказался принять в дар 1700 поддонов резных изделий из камня, так как это означало бы расходы для общины на таможенное оформление, поэтому облицовка была завезена в Австрию в рамках хозяйственной деятельности концерна Strabag (на тот момент 25 % акций концерна принадлежало О. Дерипаске), который был подрядчиком строительства храма. При изготовлении фасадных блоков использовалась древняя технология ручной резьбы по камню.
Храм был освящён 30 сентября 2018 года митрополитом Волоколамским Иларионом и архиепископом Венским и Будапештским Антонием.
Одновременно со строительством храма в 2014—2018 годах была проведена реконструкция воинского захоронения.

## Архитектура
Храм является копией древней церкви Покрова на Нерли. От оригинала отличается уменьшенными размерами (3/4), шлемовидной формой купола (у Покровской церкви её в 1803 году изменили на луковичную) и окном в западном прясле южного фасада вместо дверного проёма.